# Palazzo dell'UNESCO
Il palazzo dell'UNESCO, detto anche Casa dell'UNESCO (in francese Maison de l’UNESCO; in inglese UNESCO House), è un complesso di edifici di Parigi, sito in place de Fontenoy, che ospita il quartier generale dell'UNESCO, organizzazione delle Nazioni Unite deputata ad incoraggiare la collaborazione tra le nazioni nelle aree dell'istruzione, scienza, cultura e comunicazione.

## Storia
La progettazione dell'edificio principale fu affidata a tre architetti: l'ungherese-statunitense Marcel Breuer, l'italiano Pier Luigi Nervi e il francese Bernard Zehrfuss, scelti da una commissione internazionale composta a sua volta da: Lúcio Costa, Walter Gropius, Le Corbusier, Sven Markelius ed Ernesto Nathan Rogers con l'ulteriore consulenza di Eero Saarinen.
I lavori per la costruzione del complesso iniziò nel 1955 e il quartier generale fu inaugurato il 3 novembre 1958, consentendo all'UNESCO di trasferirvi la propria sede, che era stata posta dal 1946 presso l'Hotel Majestic.

## Descrizione
Il palazzo principale, che ospita il segretariato UNESCO, è a forma di Y ed è costituito da tre bracci, larghi circa 15 metri, che convergono in un nucleo centrale dove sono posizionati scale ed ascensori; per questa sua peculiare forma l'edificio è stato denominato "stella a tre punte".
Il Padiglione delle conferenze, chiamato "la fisarmonica", è stato progettato da Pier Luigi Nervi ed ospita le sedute della Conferenza generale dell'UNESCO. Si tratta di un edificio a pianta trapezoidale, col lato maggiore di 70 metri e lati minori di circa 35 e 60 metri rispettivamente, ed ospita un'ampia sala conferenze (che ha una superficie di circa 1 600 metri quadrati) oltre che tre sale più piccole.

## Status giuridico
Il terreno su cui sorge il complesso di edifici è di proprietà dello Stato francese. Attraverso un decreto del 22 dicembre 1952 è stato affidato al Ministero degli affari esteri affinché lo mettesse a disposizione dell'UNESCO; la locazione del terreno per i successivi 99 anni (rinnovabile al costo simbolico di 1 000 franchi all'anno), previa firma di accordi riguardanti privilegi ed immunità del quartier generale, è stata approvata dal Parlamento il 6 agosto 1955 e ratificata dal Presidente della Repubblica Vincent Auriol il 23 novembre 1955.